# Día de Maharashtra
El día de 'Maharashtra', (Marathi: महाराष्ट्र दिन) comúnmente llamado Maharashtra Diwas o Maharashtra Din es un día festivo en el estado indio de Maharashtra, en el cual se conmemora la creación del estado de Maharashtra a partir de la división del estado de Bombay el 1 de mayo de 1960. Durante el día de Maharashtra se realizan actos, desfiles y ceremonias con discursos políticos, además de otros varios eventos públicos y privados en los que celebra la historia y tradiciones de Maharashtra.

## Costumbres
Todos los años se realiza un desfile en el Parque Shivaji en el cual el gobernador de  Maharashtra da un discurso.
Durante este día en Maharashtra se encuentra prohibida las venta de bebidas alcohólicas a los hindúes, aunque no a los extranjeros.

## Celebraciones históricas
El aniversario de oro del Día de Maharashtra tuvo lugar el 1 de mayo de 2011.